# Karl von Leth
Karl rytíř von Leth (27. května 1861 Vídeň – 17. listopadu 1930 Vídeň) byl rakousko-uherský, respektive předlitavský bankéř, státní úředník a politik, v letech 1915–1916 ministr financí Předlitavska.

## Biografie
Vystudoval právo na Vídeňské univerzitě, získal titul doktora práv. Od roku 1884 působil jako úředník v Poštovní spořitelně (Österreichische Postsparkasse). Postupně vystoupal na nejvyšší posty v tomto ústavu a od roku 1915 byl guvernérem Poštovní spořitelny. Zasloužil se o rozvoj této banky. Prosadil zavedení šekových operací na poštovních úřadech. Za války dokázala banka výrazně pomoci státu při dorovnávání schodku veřejných financí prostřednictvím dvou válečných půjček.
Za vlády Karla Stürgkha se dodatečně stal ministrem financí. Funkci zastával od 30. listopadu 1915 do 21. října 1916. Řešil dopady války na státní finance. Inicioval třetí válečnou půjčku a významná daňová opatření.
Pak byl v letech 1917–1919 guvernérem banky Bodencreditanstalt.